# Бугель (морський термін)

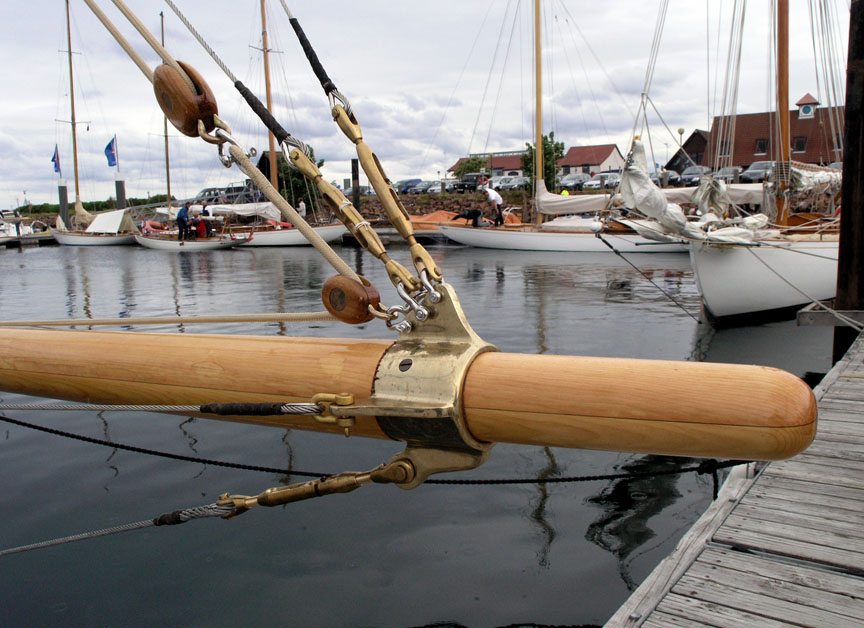
Бугель з обушками на ноку бушприта.

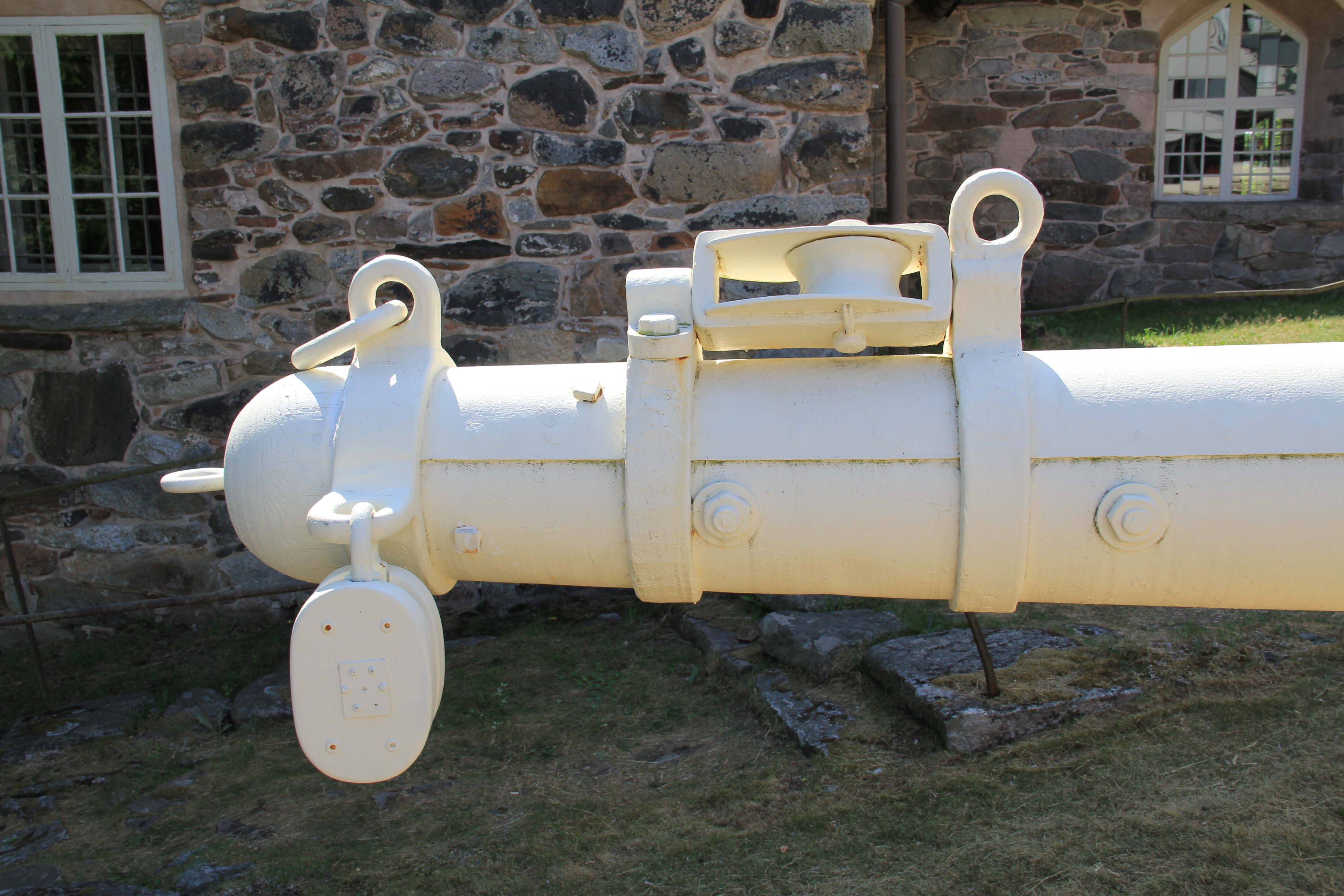
Бугелі з обушками на ноку реї.

Бу́гель (від нід. beugel — «дуга, дужка»; англ. mast ring) — кільце або обруч зі смугового заліза, надітий (набитий) на рангоутне дерево (щоглу, рею) для його зміцнення або зв'язування складових частин. Залежно від конструкції бугелі бувають глухі і шарнірні, прості і з обухами. Також бугелем називають круговий охоп з металевої стрічки для затулення пробоїн на суднових трубопроводах.
У виробництві щогл і бушпритів, складених з окремих дерев'яних деталей (шпинделя і фіш), бугелі замінили раніші вулінги: кілька міцних кілець охоплюють дерев'яну щоглу по всій її довжині. Бугелі з обухами (виступами з отворами) служать для кріплення снастей такелажу.
Для встановлення лісель-спіртів використовували бугелі у формі вісімки: одним отвором вони надівалися на рею, у другий вставлявся лісель-спірт. Їх було два види: нокові кріпилися на ноках рей, третинні (внутрішні) зсувалися на 1/6 їх довжини.
Ракс-бугель — кільце з гаком, що вільно пересувається по рангоутному дереву (щоглі, стеньзі, брам-стеньзі). Використовується для підняття невеликих вітрил (наприклад, брамселів і бом-брамселів, вітрил на шлюпках): за гак чіпляється строп реї (рейка), до кільця прив'язується фал. Ракс-бугелі у формі кільця з прикріпленими до них скобами і блоками, що використовувалися на утлегарях і бом-утлегарях, називалися клівер-рингами.
Підйомний бугель — спеціальний строп із замком або стяжним пристроєм, що служить для підйому торпед, ракет. Крім того, підйомним бугелем називається і ракс-бугель на шлюпках.